# Henryk Figuro-Podhorski
Henryk Figuro-Podhorski ps. Step, Caderski (ur. 26 kwietnia 1910 w Boiskach, zm. 26 października 1987 w Burbank) – członek polskiego ruchu oporu podczas II wojny światowej, kapitan Narodowych Sił Zbrojnych, z zawodu nauczyciel.

## Życiorys
Pochodził z chłopskiej rodziny, aczkolwiek jego ojciec był sędzią pokoju. Ukończył seminarium nauczycielskie oraz Szkołę Podchorążych Rezerwy Piechoty. W 1935 roku mianowany podporucznikiem rezerwy 4 Pułku Piechoty Legionów. Był wizytatorem szkół podstawowych na Polesiu.
Po wybuchu II wojny światowej powrócił w rodzinne strony, wstępując w szeregi Związku Walki Zbrojnej, a następnie Armii Krajowej. Najprawdopodobniej w marcu 1943 roku, zagrożony aresztowaniem, zbiegł na Lubelszczyznę. Przez krótki czas był członkiem bandy rabunkowej pod dowództwem Stanisława Kiełbasy ps. „Dziadek”. W maju 1943 roku objął komendę oddziału NSZ „Aleksandrówka” po tym, jak jego dotychczasowy dowódca kpt. Andrzej Kuczborski ps. „Wojciech” został ranny w bitwie pod Wilkołazem. Oddziałem dowodził do początku lipca 1943 roku, kiedy to przekazał komendę mjr. Leonardowi Zub-Zdanowiczowi ps. „Ząb”. W październiku 1943 roku, po przekształceniu oddziału w  1 Pułk Partyzancki Legii Nadwiślański NSZ, Figuro-Podhorski objął w nim dowództwo batalionu. W grudniu 1943 roku jego oddział napadł na wieś Grabówka i zabił tam 4 żołnierzy GL i 4 chłopów, z których tylko jeden współpracował z GL.
W czerwcu 1944 roku wraz ze swym oddziałem przebywał na Kielecczyźnie, gdzie podporządkował się rozkazowi komendanta Okręgu V Kieleckiego NSZ, mjr. NN ps. „Olgierd Mirski”, „Kordian” i wraz z innymi formacjami utworzył 204 Pułk Piechoty Ziemi Kieleckiej NSZ, gdzie objął dowództwo II batalionu. Po przekształceniu pułku w Brygadę Świętokrzyską NSZ dowodził wchodzącym w jej skład I batalionem 202. pp Ziemi Sandomierskiej. W 1944 roku został odznaczony Krzyżem Walecznych i Srebrnym Krzyżem Narodowego Czynu Zbrojnego z Mieczami. Pełnił funkcję egzaminatora w kompanii szkolnej z zakresu umocnień polowych oraz obrony przeciwpancernej i przeciwlotniczej. Z początkiem 1945 roku został mianowany dowódcą Pułku Nadwiślańskiego Brygady, którą funkcję łączył z dowodzeniem I batalionem Pułku.
W trakcie marszu Brygady na Zachód, podczas pobytu na terenie Czech został komendantem kursu doskonalącego dla podoficerów (od 19 marca 1945 roku), natomiast od 19 kwietnia 1945 roku ponownie objął dowództwo Pułku Nadwiślańskiego. W dniu 17 maja 1945 roku w kościele we Všekarach odbył się jego ślub z sanitariuszką Hanną Poray-Wybranowską. W sierpniu 1945 roku, po przejściu Brygady na terytorium Niemiec, do Coburga został komendantem bloku I w dawnych niemieckich koszarach. W dniu 18 sierpnia tegoż roku, po reorganizacji jednostki, został mianowany dowódcą 1 samodzielnej kompanii. Otrzymawszy w dniu 17 września 1945 roku bezterminowy urlop celem załatwienia spraw rodzinnych, już nie powrócił do służby. Dwa miesiące później został formalnie zwolniony z Brygady.